# منیر بوزیانه
منیر بوزیانه (انگلیسی: Mounir Bouziane؛ زادهٔ ۵ فوریهٔ ۱۹۹۱) بازیکن فوتبال اهل فرانسه است.
از باشگاه‌هایی که در آن بازی کرده‌است می‌توان به باشگاه فوتبال انرژی کوتبوس، باشگاه فوتبال فرایبورگ، و باشگاه فوتبال استراسبورگ اشاره کرد.